# Клаустрофобия
Клаустрофобията (на латински: claustrum – „затворен“ и на гръцки: φόβος – „страх“) е страх, фобия от тесни или затворени пространства най-вече поради реалната или илюзорна невъзможност да се избяга от тях. Счита се за една от най-разпространените фобии. Класифицира се като вид тревожност и може да доведе до паника. Такива ситуации са асансьор с много хора, затворническа килия, тунел, заключена стая, самолет, подводница, дори тесни дрехи. Около 5 – 7% от населението на света страда от тази фобия.

## Симптоми
Симптомите се изразяват предимно в страх от ограничаване на движенията и страх от задушаване. Клаустрофобията възниква, когато съзнанието представи малките пространства като опасни. Това може да е следствие на неприятно или травматично преживяване в миналото.

## Лечение
Една от формите на лечение е когнитивната терапия. При магнитно-резонансна томография около 20% от пациентите отказват да влязат в апарата поради страх от затвореното пространство.